# سينكو بول
سينكو بول (بالإنجليزية: Cinco Paul)‏ مؤلف ومخرج رسوم متحركة أمريكي ولد في 5 مايو تخرج من مدرسة المؤتمر الصومالي الموحد للسينما والتلفزيون عام (1993)، ثم تخرج بتفوق من جامعة ييل في عام 1986.

وقد بدأ حياته الفنية عام 2000 بفيلم (دودي أين سيارتي؟) بينما كانت أشهر أفلامه (هورتون يسمع من!) عام 2008، وكذلك (لوراكس) عام 2012.

## روابط خارجية
- سينكو بول على موقع IMDb (الإنجليزية)
- سينكو بول على موقع ألو سيني (الفرنسية)
- سينكو بول على موقع أول موفي (الإنجليزية)
- سينكو بول على موقع قاعدة بيانات الأفلام السويدية (السويدية)
- سينكو بول على موقع قاعدة بيانات الفيلم (الإنجليزية)
- سينكو بول على موقع كينوبويسك (الروسية)